# Les Andelys
Les Andelys ist eine französische Gemeinde mit 7822 Einwohnern (Stand 1. Januar 2022) im Département Eure in der Region Normandie. Sie ist Hauptort des Arrondissements Les Andelys.

## Geografie
Die Stadt liegt 85 Kilometer nordwestlich von Paris und 32 Kilometer südöstlich von Rouen an der Seine und besteht aus zwei Stadtteilen: Le Grand Andely und Le Petit Andely, deshalb heißt sie Les Andelys (‚die (zwei) Andelys‘). Le Petit Andely befindet sich direkt am orografisch rechten Ufer der Seine, am Einlauf der beiden Bäche Le Grand Rang und Le Gambon. Beide Bäche ziehen nebeneinander in nördlicher Richtung ein kleines Tal durch die hügelige Landschaft. In dieses Tal hinein zieht sich Le Grand Andely, der größere Teil der gesamten Stadt, die entlang eines großen Boulevards zusammengewachsen ist.

## Geschichte
In Le Grand Andely stand bis zur Französischen Revolution (1789–1799) ein Megalith aus der Zeit der Megalithkultur. Er wurde Monument druidique genannt, weil man annahm, keltische Druiden hätten ihn errichtet.
Während der römischen Besatzungszeit (52 v. Chr. bis 486) gehörte Les Andelys zur Civitas der Veliocasses. Der keltische Münzschatz von Les Andelys wurde in den Jahren 52 bis 45 v. Chr. geprägt und auch in der Anfangszeit der gallo-römischen Zeit vergraben. Es handelt sich um 60 Münzen, von denen drei aus Gold und die anderen aus Silber bestehen.
Auf einem Felsvorsprung über der Seine ließ Richard Löwenherz, König von England und Herzog der Normandie, im 12. Jahrhundert das Château Gaillard erbauen. Die Burg wurde durch Philippe II. von Frankreich (1165–1223) im Jahr 1203 belagert und 1204 erobert, wodurch die Normandie an das Königreich Frankreich fiel. Im Hundertjährigen Krieg (1337–1453) wurde sie wieder genutzt und schließlich in der Regierungszeit Heinrichs IV. von Frankreich und Navarra (1589–1610) zerstört.
Im Zweiten Weltkrieg (1939–1945) wurde Les Andelys am 8. Juni 1940 von der deutschen Luftwaffe bombardiert. Die Häuser an den an der Seine gelegenen Straßen Rue Saint-Jacques und Rue Grande brannten. Die Kirche Notre-Dame wurde getroffen, ihr Vierungsturm brannte. Die Bevölkerung floh über den Fluss. Schon am 9. Juni passierten die ersten Soldaten der Wehrmacht die Stadt. Die Franzosen sprengten die Brücke. Fünf Tage lang bekämpften sich deutsche und französische Truppen an der Brücke über die Seine. Nachts griff die Royal Air Force an. Im Sommer 1944 während der Operation Overlord bombardierte die Alliierte Luftwaffe die Stadt. Insgesamt wurden 786 Häuser in Les Andelys im Zweiten Weltkrieg beschädigt oder zerstört, besonders Le Petit Andely war betroffen.

### Bevölkerungsentwicklung
| Jahr      | 1962 | 1968 | 1975 | 1982 | 1990 | 1999 | 2007 | 2016 |
| --------- | ---- | ---- | ---- | ---- | ---- | ---- | ---- | ---- |
| Einwohner | 6090 | 7053 | 8196 | 8124 | 8455 | 9047 | 8208 | 8098 |

Quellen: Cassini und INSEE

## Kultur und Sehenswürdigkeiten
Es gibt zwei Museen in Les Andelys, das Musée Nicolas Poussin und das Mémorial Normandie Niemen. Das Musée Nicolas Poussin wurde in einem Gebäude aus dem 18. Jahrhundert eingerichtet, das der Vorbesitzer, der Stadt nach der Restauration schenkte. Das Museum zeigt gallo-römische Ausstellungsstücke, zum Beispiel ein Mosaik aus dem 3. Jahrhundert, religiöse Objekte, Reliquienschreine und Statuen, Zeichnungen des Château Gaillard, Möbel im Stil Louis-seize, Glaswaren, Harmoniums und Bilder von zeitgenössischen Malern der Region.
Der Fußweg Promenade des Prés ist als Site Inscrit (Naturdenkmal) geschützt. Er führt an einem Bach entlang von der Seine bis zur Ortsmitte.

### Nationale Gemeindewettbewerbe
Les Andelys ist mit drei Blumen im Conseil national des villes et villages fleuris (Nationalrat der beblümten Städte und Dörfer) vertreten. Die „Blumen“ werden im Zuge eines regionalen Wettbewerbs verliehen, wobei maximal drei Blumen erreicht werden können.
Außerdem wurde die Gemeinde im Jahr 2000 mit einem @ als Ville Internet (‚Internetstadt‘) eingestuft. Die „@s“ werden an Städte vergeben, die den Ausbau und die Nutzung des Internets fördern, wobei maximal fünf @s vergeben werden.

### Bauwerke

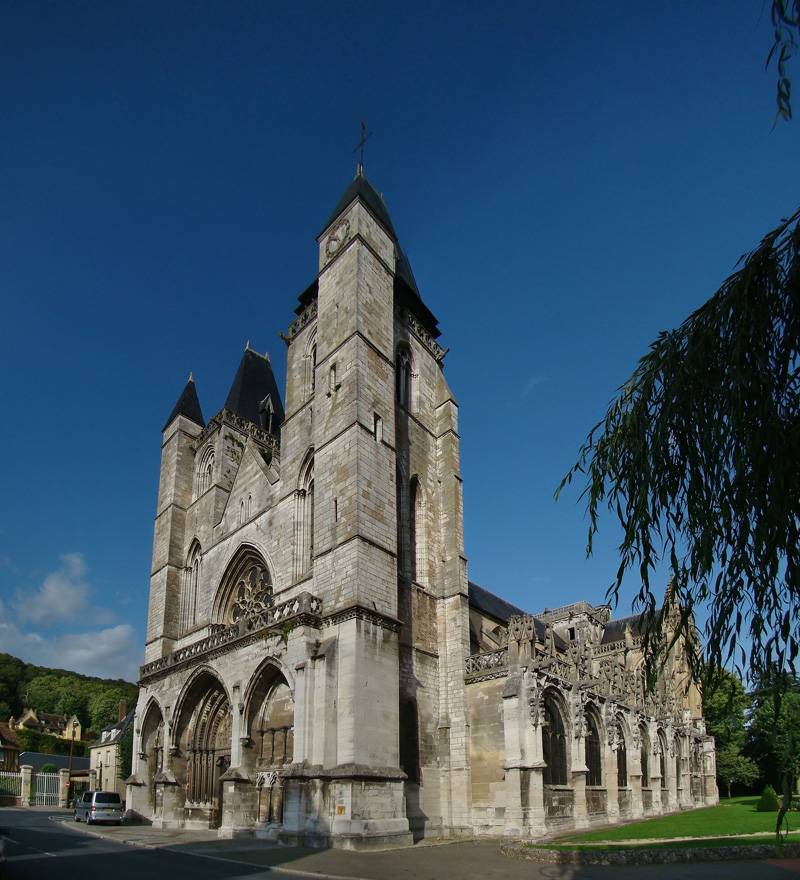
Die Stiftskirche Notre-Dame-du-Grand-Andely

Auf Luftbildern aus den 1990er Jahren ist eine Motte mit Wassergraben im Weiler Cléry zu erkennen. Die mittelalterliche Anlage war ein befestigter Vorposten des Château Gaillard und diente der Verteidigung gegen Feinde, die sich über die Ebene von Süden oder Osten näherten.
Die Ruinen der Burg Château Gaillard, überragen den Stadtteil Le Petit Andely. Hier befindet sich eine für die Gegend typische Einkaufsstraße, eine große Hängebrücke über die Seine und die Kirche Saint-Sauveur aus dem 13. Jahrhundert. Die Kirche wurde 1840 als Monument historique (‚historisches Denkmal‘) klassifiziert.
Der Marktplatz, auf dem es vor allem samstags sehr lebhaft zugeht, bildet das Zentrum des Stadtteils Le Grand Andely. Zahlreiche Geschäfte um den Platz bieten zusätzliche Einkaufsmöglichkeiten. Die gotische Stiftskirche Notre-Dame-du-Grand-Andely stammt wie die Kirche in Le Petit Andely aus dem 13. Jahrhundert, wurde jedoch im 17. Jahrhundert umgebaut, sie wurde ebenfalls 1840 als Monument historique eingestuft. Die zweite Kirche in Le Grand Andely war die Pfarrkirche Sainte-Madeleine aus dem 12. Jahrhundert. Sie wurde nach der Französischen Revolution zerstört.Le Grand Andely beherbergt auch die Verwaltung der Stadt.
Die merowingische Königin Chrodechild (474–544) gründete ein Kloster in Les Andelys. Der Legende nach hat sie beim Bau des Klosters das Wasser einer Quelle in Wein verwandelt. Die Quelle existiert noch heute. Bis 1940 stand bei der Quelle die Kapelle Sainte-Clotilde-et-Saint-Nicolas, die im Jahr 1203 restauriert wurde also älter gewesen sein muss. Sie wurde im 17. Jahrhundert erneuert und im Zweiten Weltkrieg zerstört.

## Wirtschaft
Auf dem Gemeindegebiet gelten geschützte geographische Angaben (IGP) für Schweinefleisch (Porc de Normandie), Geflügel (Volailles de Normandie) und Cidre (Cidre de Normandie und Cidre normand).

## Persönlichkeiten

### Söhne und Töchter der Stadt

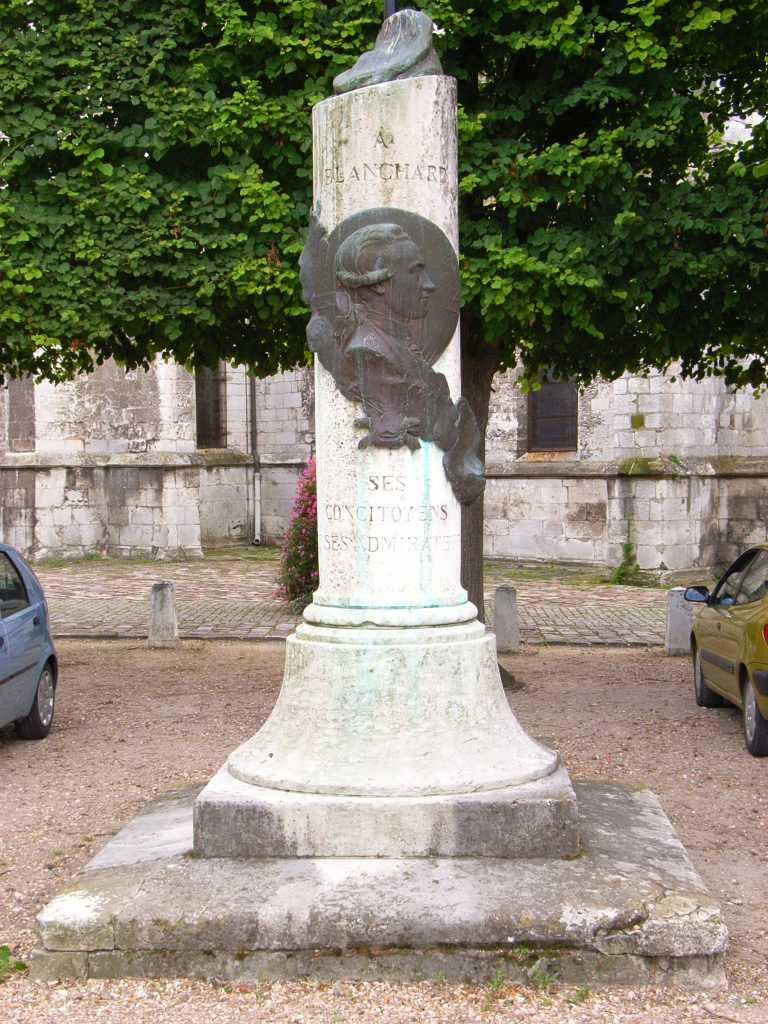
Gedenksäule für J.P. Blanchard in Le Petit Andely

- Adrien Turnèbe (1512–1565), Philosoph und Humanist
- Nicolas Poussin (1594–1665), Maler d
- Jean-Pierre Blanchard (1753–1809), Ballonfahrer
- Charles Joshua Chaplin (1825–1891), Maler
- Henri Torrés (1891–1966), Rechtsanwalt und Autor
- Claude Brodin (1934–2014), Fechter
- Yvon Douis (1935–2021), Fußballnationalspieler
- Jacques Brodin (1946–2015), Fechter

### Ehrenbürger
- Julius Petri (1924–2015)[10]

### Personen, die in der Stadt gewirkt haben
- Richard von Saint-Laurent (13. Jahrhundert) war Stiftsdechant von Notre-Dame; Epitaph in der Kirche

## Literarischer Schauplatz
Romain Gary lässt seinen letzten Roman Les cerfs-volants von 1980 ganz überwiegend in dem Weiler Cléry in Les Andelys spielen. Da die Handlung sich äußerlich vor allem um den Bau und das Fliegenlassen von Flugdrachen für Kinder dreht, mag Blanchard ihn dazu angeregt haben. Als Jagdflieger der Résistance war Gary 1944 an den Luftkämpfen über der Normandie beteiligt.

## Städtepartnerschaft
Seit Juli 1994 besteht eine Städtepartnerschaft mit Harsewinkel in Nordrhein-Westfalen.